# 霍尔恩塞特
霍尔恩塞特是德国下萨克森州的一个市镇。总面积20.82平方公里，总人口907人，其中男性468人，女性439人（2011年12月31日），人口密度44人/平方公里。